# Червоний фенікс
«Червоний фенікс» (англ. Red Phoenix) —  роман у жанрі технотрилер американських письменників Ларрі Бонда та Патріка Ларкіна у співпраці з Томом Кленсі, події якого відбувається в Кореї під час гіпотетичного конфлікту. Назва твору походить від міфологічної тварини, яка символізує зиму в корейській культурі.

## Сюжет
Під час кампанії розкопок у демілітаризованій зоні група південнокорейських інженерів у супроводі американського офіцера Восьмої армії виявляє північнокорейський тунель, який проникає вглиб південної території. Копаючи й проникаючи в тунель, солдати виявляють засоби цілого північнокорейського бронетанкового батальйону з танками, артилерією та технікою підтримки. В свою чергу їх також помічають, після інтенсивної перестрілки вони змушені відступити й підірвати тунель.

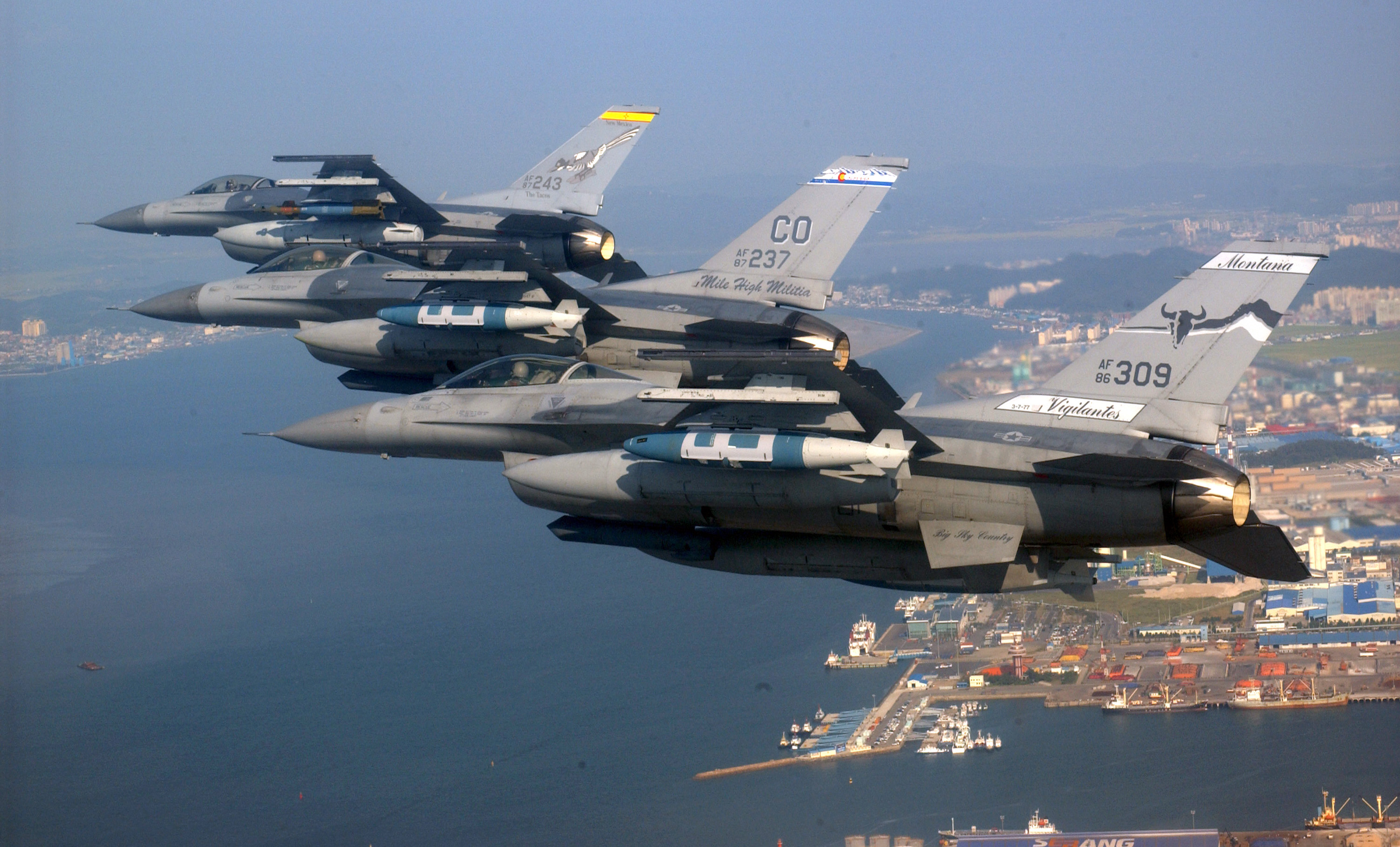
Три F-16 Національної Повітряної гвардії пролітають над Кунсаном, одним із місць, де відбуваються події в романі.

Це лише одна зі спроб північнокорейської інфільтрації з огляду на наступ, спрямований на возз’єднання Кореї під контролем північнокомуністичної диктатури. Той, хто володіє справжньою владою, Кім Чен Піль, якого називають Улюблений провідник і син старшого Кім Піль Сена (імена дуже схожі на імена справжніх персонажів Кім Чен Іра та Кім Ір Сена), підтримує геніального генерала у його плані возз'єднання Кореї, поставивши його на чолі новоствореної Першої ударної сили, сформованої з обраних бронетанкових і механізованих підрозділів та величезного контингенту спецназу, який повинен буде вторгнутися на Південь після того, як рейдерські підрозділи обезголовять південнокорейського президента, командування об'єднаних сил США і Південної Кореї та посольства США в Сеулі, а також зруйнували військові об'єкти в рамках підготовки до наступних авіаударів.

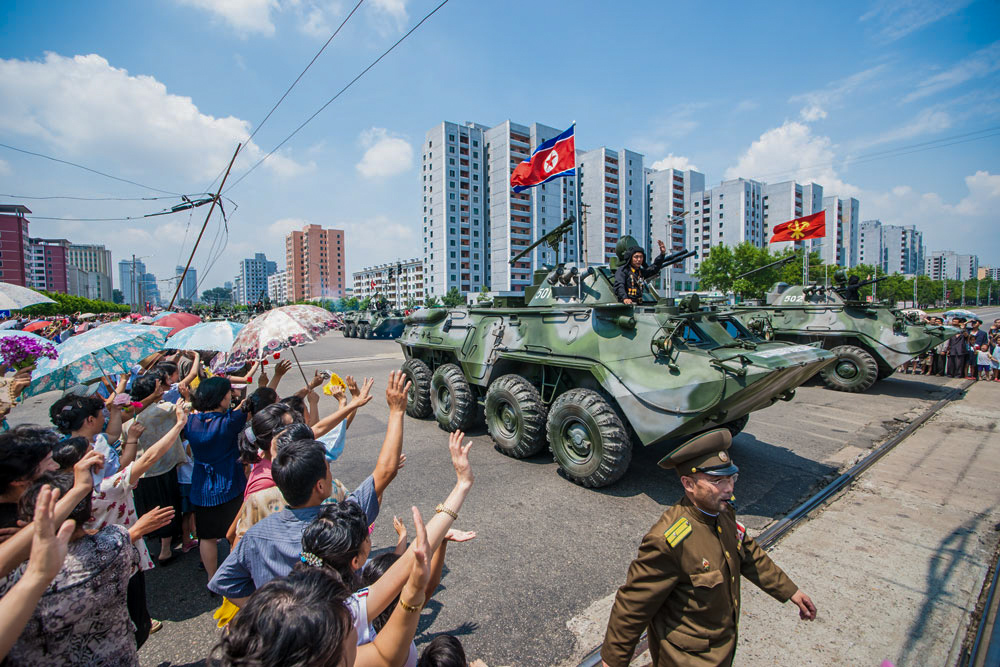
Бронетранспортери типу БТР-80 під час Дня Перемоги в Пхеньяні у липні 2013 року.

Лише деякі з цих рейдів досягають успіху, включаючи вбивство посла США та напади на деякі повітряні та військово-морські бази, але сили вторгнення нестримні, переважаючи початковий опір Південної Кореї, чому сприяло обезголовлення офіцерського корпусу після спроби державного перевороту. Держава, спрямована на відновлення порядку проти «демонстрацій», організованих північнокорейськими спецслужбами. Навіть залучені підрозділи США, присутні в незначній кількості в Кореї та евакуйовані через уже відкриту напругу, важко реагують і відступають із великими втратами.
Тим часом Радянський Союз намагається використати ситуацію, надаючи військову допомогу, таку як сучасні винищувачі МіГ-29 і ракети класу повітря-повітря AA-11 Archer і AA-10 Alamo, складний ударний підводний човен класу Kilo і танки Т-72, які суттєво впливають на ведення бойових дій. Сполучені Штати переміщують у цей район бойову групу, зосереджену на авіаносці USS Constellation і різних повітряних силах, а також десантну групу, що складається з 3-ї дивізії морської піхоти. Без відома Політбюро радянський міністр оборони також накаже підводному човну класу «Танго» атакувати десантну групу та її супровід за допомогою звичайних торпед, ризикуючи розв'язати Третю світову війну через ескалацію, яка настає після нападу на амфібію LST та на фрегат супроводу, з подальшою ідентифікацією та самопотопленням підводного човна після ближнього бою.
Збройні сили ООН зможуть встановити мир з неочікуваною допомогою від китайської сторони. Увесь роман перетинає історія кохання між американським пілотом F-16 й американським цивільним, відповідальним за логістичний центр.